# Popolna potenca
Popolna potenca je v matematiki sestavljeno pozitivno celo število, ki se ob praštevilskem razcepu lahko zapiše z eno samo celoštevilsko potenco. {\displaystyle n\,} je popolna potenca, če obstajata takšni naravni števili {\displaystyle m>1\,} in {\displaystyle k>1\,}, da velja {\displaystyle m^{k}=n\,}. V tem primeru se {\displaystyle n\,} imenuje popolna k-ta potenca.
Potenca je oblike {\displaystyle m^{k}\,}, le da pri popolni potenci za {\displaystyle k\,} vedno velja {\displaystyle k>1\,}. Če je {\displaystyle k=2\,}, se potenca imenuje popolni kvadrat, pri {\displaystyle k=3\,} pa popolni kub. Včasih število 1 tudi velja za popolno potenco ({\displaystyle 1^{k}=1\,} za poljubni {\displaystyle k\,}).
Prve popolne potence so (OEIS A072103):
- {\displaystyle 1^{n}=1}
- {\displaystyle 2^{2}=4}
- {\displaystyle 2^{3}=8}
- {\displaystyle 3^{2}=9}
- {\displaystyle 2^{4}=4^{2}=16}
- {\displaystyle 5^{2}=25}
- {\displaystyle 3^{3}=27}
- {\displaystyle 2^{5}=32}
- {\displaystyle 6^{2}=36}
- {\displaystyle 7^{2}=49}
- {\displaystyle 2^{6}=4^{3}=8^{2}=64}
- {\displaystyle 3^{4}=9^{2}=81}
- {\displaystyle 10^{2}=100}

Prve popolne potence brez podvojitev so (OEIS A001597):
1, 4, 8, 9, 16, 25, 27, 32, 36, 49, 64, 81, 100, 121, 125, 128, 144, 169, 196, 216, 225, 243, 256, 289, 324, 343, 361, 400, 441, 484, ...
Prve popolne potence z različnimi faktorizacijami so (OEIS A117453):
1, 16, 64, 81, 256, 512, 625, 729, 1024, 1296, 2401, 4096, 6561, 10000, ...

## Vsote
Vsota obratnih vrednosti popolnih potenc (vključno z različnimi faktorizacijami) je enaka 1:
{\displaystyle \sum _{m=2}^{\infty }\sum _{k=2}^{\infty }{\frac {1}{m^{k}}}=1\!\,,}
kar se lahko dokaže kot sledi:
{\displaystyle \sum _{m=2}^{\infty }\sum _{k=2}^{\infty }{\frac {1}{m^{k}}}=\sum _{m=2}^{\infty }{\frac {1}{m^{2}}}\sum _{k=0}^{\infty }{\frac {1}{m^{k}}}=\sum _{m=2}^{\infty }{\frac {1}{m^{2}}}\left({\frac {m}{m-1}}\right)=\sum _{m=2}^{\infty }{\frac {1}{m(m-1)}}=\sum _{m=2}^{\infty }{\frac {1}{m-1}}-{\frac {1}{m}}=1\,.}
Vsota obratnih vrednosti popolnih potenc p brez podvojitev je enaka (OEIS A072102):
{\displaystyle \sum _{p}{\frac {1}{p}}=\sum _{k=2}^{\infty }\mu (k)\left(1-\zeta (k)\right)\approx 0,874464368\dots }
kjer sta μ(k) Möbiusova funkcija in ζ(k) Riemannova funkcija zeta.
Po Eulerju je Goldbach dokazal, ne sicer v duhu sodobne strogosti, v sedaj izgubljenem pismu njemu, da je vsota 1/(p−1) v množici popolnih potenc p, brez 1 in različnih faktorizacij, enaka 1:
{\displaystyle \sum _{m=2}^{\infty }\sum _{k=2}^{\infty }{\frac {1}{m^{k}-1}}\equiv \sum _{p}{\frac {1}{p-1}}={{\frac {1}{3}}+{\frac {1}{7}}+{\frac {1}{8}}+{\frac {1}{15}}+{\frac {1}{24}}+{\frac {1}{26}}+{\frac {1}{31}}}+\cdots =1.}
To dejstvo se včasih imenuje Goldbach-Eulerjev izrek.